# 泽曲镇
泽曲镇，是中华人民共和国青海省黄南藏族自治州泽库县下辖的一个乡镇级行政单位。

## 行政区划
泽曲镇下辖以下地区：
幸福路社区、夏德日村牧委会、东科日村牧委会、俄日果村牧委会、夸日龙村牧委会、巴日则村牧委会、羊玛日村牧委会、则雄村牧委会、热旭日村牧委会、措日更村牧委会、而尖村牧委会、高什则村牧委会、角乎村牧委会、雄让村牧委会、知合龙村牧委会和尕贡村牧委会。